# نيك دير
نيك دير (بالإنجليزية: Nick Dear)‏ هو كاتب سيناريو وكاتب ومؤلف بريطاني، ولد في 11 يونيو 1955 في بورتسموث في المملكة المتحدة.

## وصلات خارجية
- نيك دير على موقع IMDb (الإنجليزية)
- نيك دير على موقع ألو سيني (الفرنسية)
- نيك دير على موقع أول موفي (الإنجليزية)
- نيك دير على موقع قاعدة بيانات الأفلام السويدية (السويدية)
- نيك دير على موقع قاعدة بيانات الفيلم (الإنجليزية)
- نيك دير على موقع كينوبويسك (الروسية)